# Mantas Armalis
Mantas Armalis, född 6 september 1992 i Plungė i Litauen, är en litauisk professionell ishockeymålvakt som spelar för Leksands IF i SHL.
Armalis började sin juniorkarriär i Djurgårdens U16-lag säsongen 2007/2008, men flyttade inför kommande säsong till Mora IK:s organisation. Mellan 2007 och 2011 spelade Armalis för Moras J18- och J20-lag och blev även uppkallad till a-laget som reservmålvakt under ett antal matcher. Under säsongen 2011/2012 blev Armalis tillfälligt utlånad till Division 1-lagen Söderhamn/Ljusne HC och Borlänge HF. Han gjorde sin seniordebut i Division 1 den 5 oktober 2011 när Söderhamn/Ljusne mötte Lindlövens IF. Söderhamn/Ljusne förlorade med 5–3 och Armalis gjorde 30 räddningar. Den 6 maj 2012 lånades Armalis ut till Tranås AIF.
Under säsongen 2013/2014 fick Armalis sitt riktiga genombrott när han tog hand om förstaspaden i Mora och hamnade på en delad andraplats tillsammans med Adam Reideborn i Hockeyallsvenskans målvaktsliga med en räddningsprocent på 92,6. Den 18 april 2014 återvände Armalis till Djurgården då han skrev på för den nyblivna SHL-klubben.
Armalis är även fotomodell för Versace och har deltagit i ett flertal visningar, bland annat under Milano Fashion Week.

## Klubbar
- Mora IK Hockeyallsvenskan (2014/2015)
- Djurgårdens IF SHL (2014/2015–2015/2016)
- San Jose Barracuda AHL (2016/2017)
- Dinamo Riga KHL (2017/2018)
- Skellefteå AIK SHL (2018/2019–2019/2020)
- Djurgårdens IF SHL (2020/2021– )